# Daïra de Khezarra
La daïra de Khezarra est une circonscription administrative algérienne située dans la wilaya de Guelma. Son chef-lieu est situé sur la commune éponyme de Khezarra.
La daïra regroupe les trois communes:
- Khezara
- Bouhachana
- Aïn Sandel